# Шевченка, 48-А
Буди́нок із ле́вами — неоренесансний прибутковий будинок на бульварі Тараса Шевченка, 48-А, що в Києві.
За визначенням дослідників, будівля — унікальний для міста зразок поєднання майолікового і цегляного декору в оформленні головного фасаду.
За рішенням виконавчого комітету Київської міськради народних депутатів № 49 від 21 січня 1986 року будинок поставлений на облік пам'яток архітектури.

## Історія
Чотириповерховий будинок звели за уточненими даними в 1898—1899 роках.

## Опис

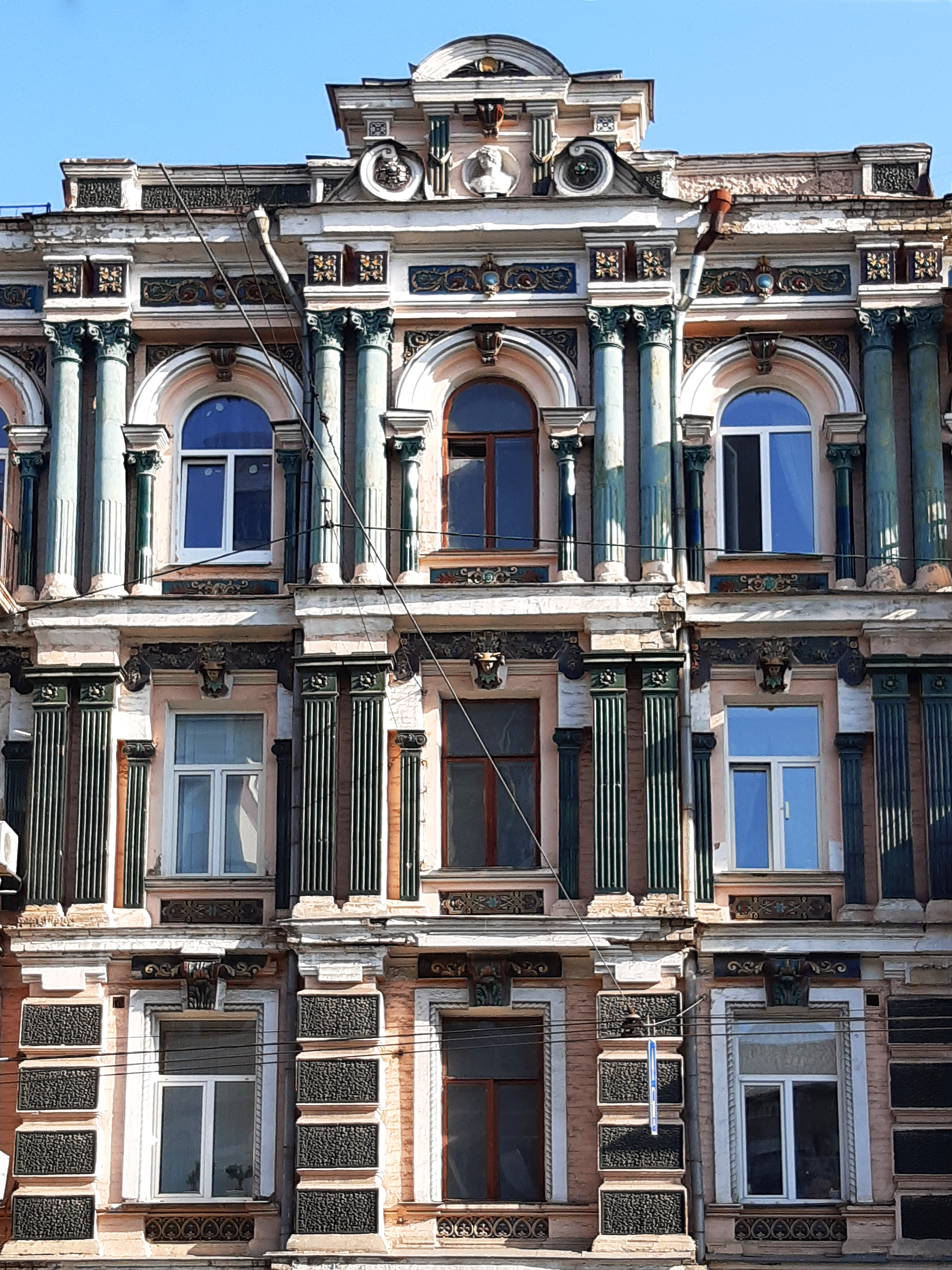
Другий поверх виділено рустованими лізенами, третій — пілястрами, четвертий — колонами

Чоловий фасад вирішений у стилі неоренесансу.
Загальну симетрію порушує отвір проїзду й великий вітринний проріз.
Парадний вхід акцентовано розкріповкою, яку увінчує аттик складної форми. Вхід прикрашений головами левів.
Стіну прорізають прямокутні вікна трьох нижніх й арочні вікна верхнього поверхів. Завершує фасад антаблемент з орнаментальним фризом. Віконні осі розкріповано та завершено парапетами.
Перший поверх рустовано. Другий виділено рустованими лізенами, третій — здвоєними канелюрованими пілястрами, четвертий — композитними колонами. Поверхи розділені карнизами.
Цегляний декор доповнюють майолікові барельєфні вставки з поліхромною поливою насичених кольорів.

## Сучасний стан
Споруда використовується як житлово-офісний будинок із торговельними приміщеннями на першому поверсі.
Наприкінці ХХ сторіччя власники квартир спаплюжили фасад неоренесансного будинку заскленими балконами.

## Галерея

Декор
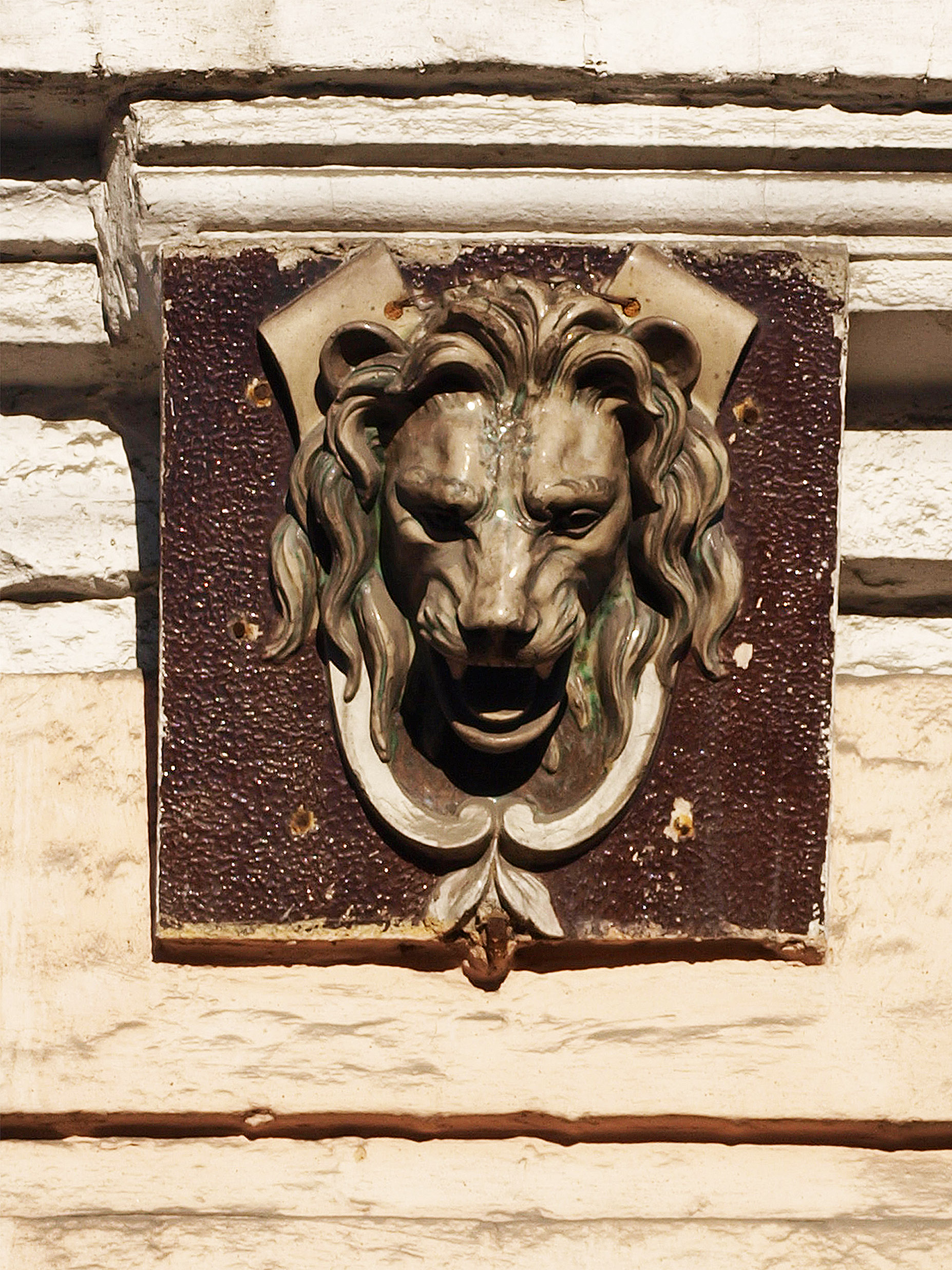
Лев
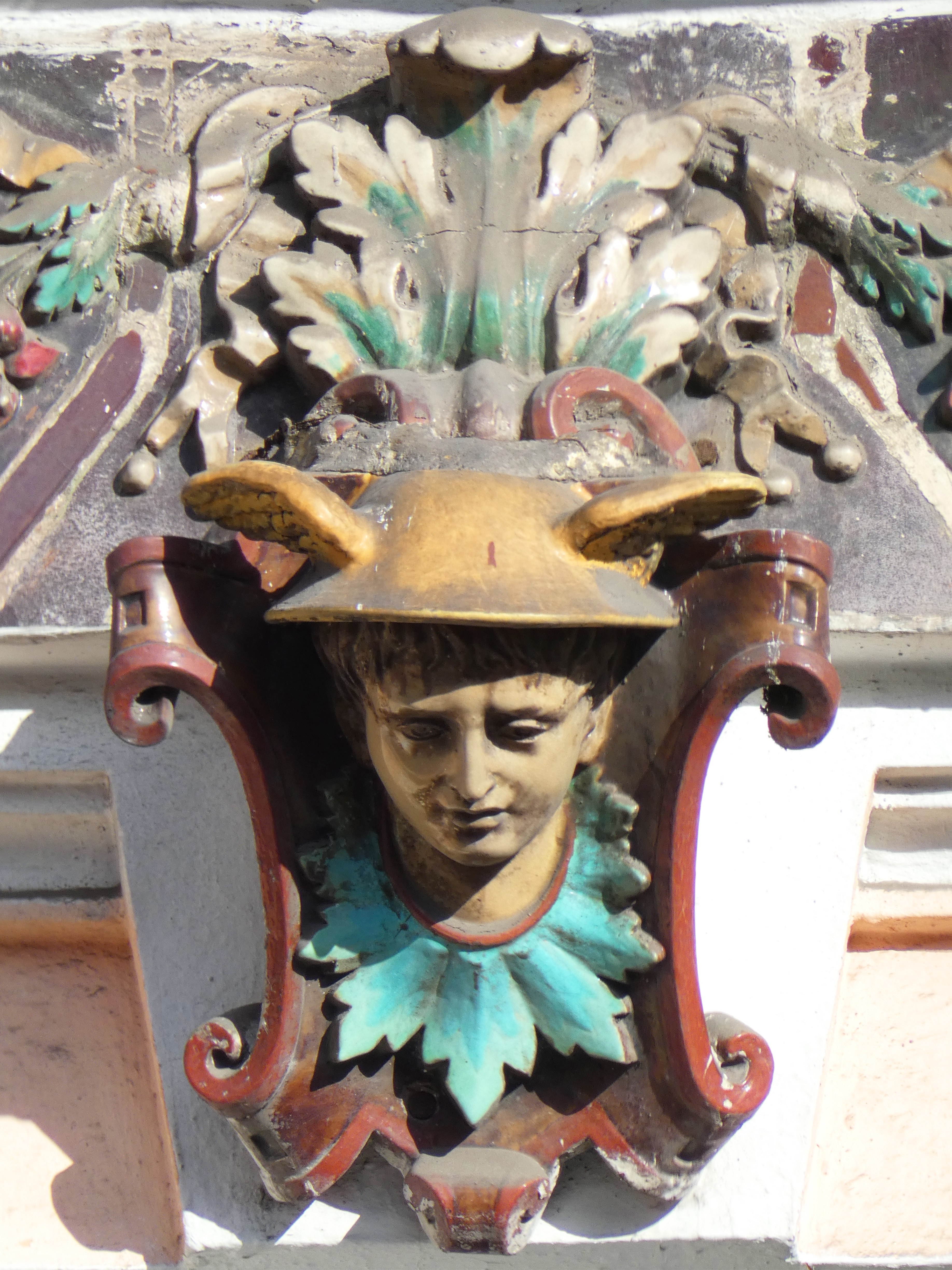
Меркурій
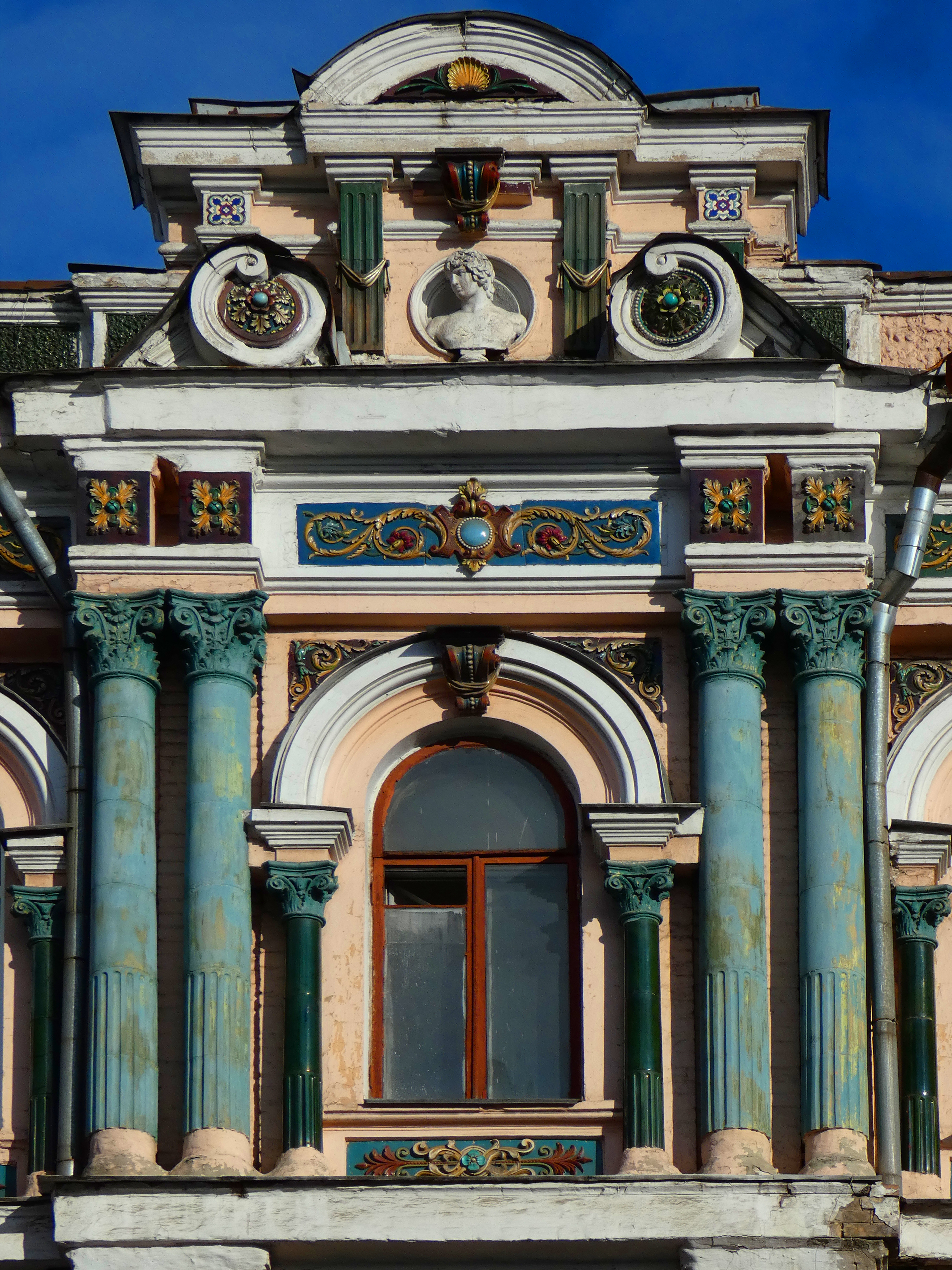
Оздоблення
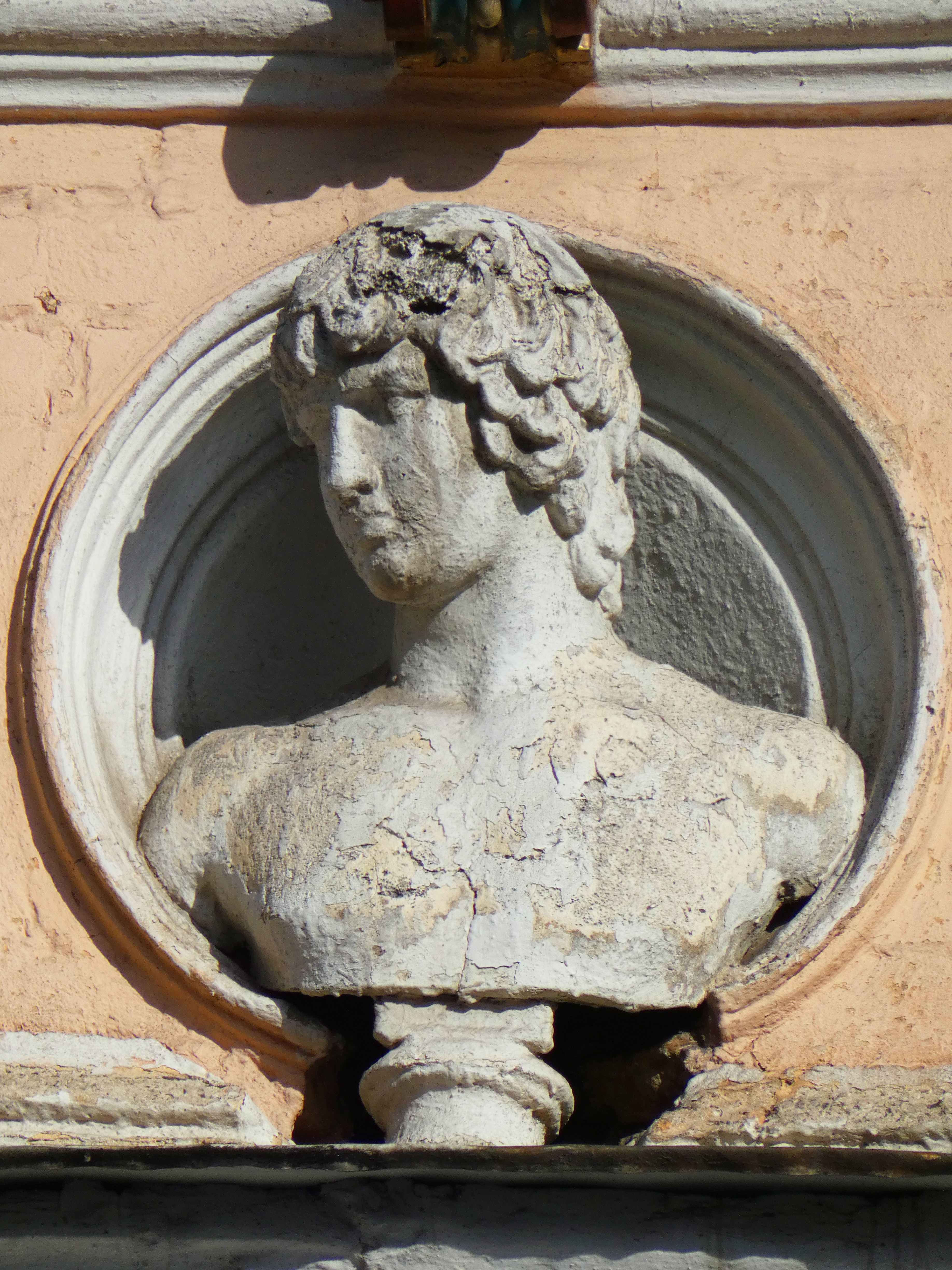
Бюст